# Maris Hubschmid
Maris Hubschmid (* 1988 in Hamburg) ist eine deutsche Journalistin und seit März 2023 Mitglied der Chefredaktion von Zeit Online. Sie wurde mehrfach ausgezeichnet, unter anderem mit dem Theodor-Wolff-Preis, schrieb für den Tagesspiegel und war seit 2021 Ressortleiterin ZEIT am Wochenende.

## Werdegang
Hubschmid ist die Tochter der Journalisten Peter Hubschmid und Carmen Korn. Ihre Großväter sind der Schauspieler Paul Hubschmid und der Komponist Heinz Korn. Nach ihrem Abitur am Gymnasium Lerchenfeld wurde Hubschmid von August 2007 bis Januar 2010 bei Gruner + Jahr zur Medienkauffrau Digital und Print ausgebildet. Über ein Praktikum kam sie auf die redaktionelle Seite des Verlagswesens und zum Tagesspiegel, wo Hubschmid von Juni 2010 bis Dezember 2011 ein Volontariat absolvierte. Anschließend wurde sie Redakteurin im Wirtschaftsressort des Tagesspiegels. Ende des Jahres 2012 hospitierte Hubschmid einige Wochen bei der Baseler TagesWoche. Als Arthur F. Burns Fellow verbrachte sie 2015 einige Monate in der Redaktion der Seattle Times. 2018 wechselte sie in die Redaktion der Seite Drei und des Samstagsmagazins „Mehr Berlin“ des Tagesspiegels.
2012 zählte das Medium Magazin Hubschmid zu den „Top-30 bis 30“ der deutschen Journalisten.
Ihre Reportage „Bis zum letzten Tropfen“ aus einem Kreuzberger Herrenwohnheim wurde 2018 von der Jury des Deutschen Reporterpreises zu den zehn herausragenden Reportagen des Jahres in der Kategorie „Lokalreportage“ gezählt. Für diese Reportage erhielt sie 2019 den Theodor-Wolff-Preis.

## Bücher
- Maris Hubschmid: „Wir waren gefährlich übermütig“. In: Jana Göbel, Matthias Meisner (Hrsg.): Ständige Ausreise: schwierige Wege aus der DDR. Christoph Links Verlag, Berlin 2019, ISBN 978-3-96289-059-9, S. 254–263.

## Auszeichnungen
- für ihre Reportage „Bis zum letzten Tropfen“ aus einem Kreuzberger Herrenwohnheim[12]
  - Theodor-Wolff-Preis 2019
- für den Beitrag „Ist doch wahr“ (2013)[13]
  - Reportagepreis für junge Journalisten 2013 vom Netzwerk JungeJournalisten.de, der Heinrich-Böll-Stiftung und Süddeutsche.de[4]

- für den Beitrag „Gefallen Ihnen die Dahlien?“ (2012)[14]
  - Journalistenpreis „Demenz“ (3. Preis) der Diakonie Neuendettelsau[15]
- für den Beitrag „Brauchen wir eine Frauenquote?“ (2012)[16]
  - Buse Awards 2012 (2. Platz) von der Wirtschaftskanzlei Buse Heberer Fromm und dem Magazin GoingPublic in Zusammenarbeit mit der European Law Students’ Association[17]
- für den Beitrag „Denn er wusste Tag und Stunde“ (2010)[18]
  - Marlies-Hesse-Nachwuchspreis (2. Preis 2010)[19]